# Diadelia betschi
Diadelia betschi là một loài bọ cánh cứng trong họ Cerambycidae.